# Sci alpino ai XXIII Giochi olimpici invernali - Discesa libera femminile
La gara di discesa libera femminile dello sci alpino dei XXIII Giochi olimpici invernali di Pyeongchang si è svolta il 21 febbraio 2018, a partire dalle ore 11:00 (UTC+9), presso l'arena alpina di Jeongseon.
La sciatrice italiana Sofia Goggia ha conquistato la medaglia d'oro, mentre l'argento e il bronzo sono andati rispettivamente alla norvegese Ragnhild Mowinckel e alla statunitense Lindsey Vonn.

## Risultati
| Pos.    | Nº | Atleta                  | Nazione              | Tempo   | Distacco |
| ------- | -- | ----------------------- | -------------------- | ------- | -------- |
| Oro     | 5  | Sofia Goggia            | Italia               | 1'39"22 | -        |
| Argento | 19 | Ragnhild Mowinckel      | Norvegia             | 1'39"31 | +0"09    |
| Bronzo  | 7  | Lindsey Vonn            | Stati Uniti          | 1'39"69 | +0"47    |
| 4       | 3  | Tina Weirather          | Liechtenstein        | 1'39"85 | +0"63    |
| 5       | 14 | Alice McKennis          | Stati Uniti          | 1'40"24 | +1"02    |
| 6       | 2  | Corinne Suter           | Svizzera             | 1'40"29 | +1"07    |
| 7       | 8  | Breezy Johnson          | Stati Uniti          | 1'40"34 | +1"12    |
| 8       | 13 | Michelle Gisin          | Svizzera             | 1'40"55 | +1"33    |
| 9       | 15 | Viktoria Rebensburg     | Germania             | 1'40"64 | +1"42    |
| 10      | 12 | Ramona Siebenhofer      | Austria              | 1'40"98 | +1"76    |
| 11      | 6  | Kira Weidle             | Germania             | 1'41"01 | +1"79    |
| 12      | 17 | Nicole Schmidhofer      | Austria              | 1'41"02 | +1"80    |
| 13      | 4  | Tiffany Gauthier        | Francia              | 1'41"04 | +1"82    |
| 13      | 1  | Cornelia Hütter         | Austria              | 1'41"04 | +1"82    |
| 15      | 10 | Laurenne Ross           | Stati Uniti          | 1'41"10 | +1"88    |
| 16      | 23 | Jennifer Piot           | Francia              | 1'41"17 | +1"95    |
| 17      | 30 | Lisa Hörnblad           | Svezia               | 1'41"63 | +2"41    |
| 18      | 29 | Romane Miradoli         | Francia              | 1'41"64 | +2"42    |
| 19      | 24 | Maruša Ferk             | Slovenia             | 1'42"00 | +2"78    |
| 20      | 26 | Greta Small             | Australia            | 1'42"07 | +2"85    |
| 21      | 22 | Valérie Grenier         | Canada               | 1'42"13 | +2"91    |
| 22      | 25 | Laura Gauché            | Francia              | 1'42"29 | +3"07    |
| 23      | 27 | Roni Remme              | Canada               | 1'42"80 | +3"58    |
| 24      | 34 | Maryna Gąsienica-Daniel | Polonia              | 1'43"30 | +4"08    |
| 25      | 35 | Noelle Barahona         | Cile                 | 1'44"24 | +5"02    |
| 26      | 32 | Kateřina Pauláthová     | Rep. Ceca            | 1'44"69 | +5"47    |
| 27      | 28 | Alexandra Coletti       | Monaco               | 1'45"04 | +5"82    |
| 28      | 36 | Ania Monica Caill       | Romania              | 1'45"06 | +5"84    |
| 29      | 37 | Barbara Kantorová       | Slovacchia           | 1'45"99 | +6"77    |
| 30      | 38 | Kim Vanreusel           | Belgio               | 1'46"51 | +7"29    |
| 31      | 39 | Elvedina Muzaferija     | Bosnia ed Erzegovina | 1'46"80 | +7"58    |
| -       | 9  | Lara Gut                | Svizzera             | DNF     | -        |
| -       | 11 | Stephanie Venier        | Austria              | DNF     | -        |
| -       | 16 | Nadia Fanchini          | Italia               | DNF     | -        |
| -       | 18 | Federica Brignone       | Italia               | DNF     | -        |
| -       | 20 | Jasmine Flury           | Svizzera             | DNF     | -        |
| -       | 21 | Nicol Delago            | Italia               | DNF     | -        |
| -       | 31 | Petra Vlhová            | Slovacchia           | DNF     | -        |
| -       | 33 | Candace Crawford        | Canada               | DNF     | -        |

## Informazioni
Data: Mercoledì 21 febbraio 2018 

Ora locale: 11:00 
 
Pista: Jeongseon Downhill

Partenza: 1275 m, arrivo: 545 m

Lunghezza: 2775 m, dislivello: 730 m

Tracciatore: Jean Philippe Vulliet, 38 porte 

Legenda:
- DNS = non partita (did not start)
- DNF = prova non completata (did not finish)
- DSQ = squalificata (disqualified)
- Pos. = posizione